# Hemilepistus rhinoceros
Hemilepistus rhinoceros är en kräftdjursart som beskrevs av Borutzkii 1958. Hemilepistus rhinoceros ingår i släktet Hemilepistus och familjen Trachelipodidae. Inga underarter finns listade i Catalogue of Life.